# Kasteel van Chatenet
Het Kasteel van Chatenet (Frans: Château de Chatenet) is een kasteel in de Franse gemeente Rétaud. Het werd in 1942 beschermd als historisch monument.
Het kasteel werd gebouwd in de 15e eeuw en bestond uit een vierhoek waarbij op de oostelijke zijde een rechthoekige donjon stond. Op de andere zijden stond telkens een kleinere toren. Van deze torens zijn enkel de noordelijke toren en de donjon grotendeels bewaard gebleven. Het kasteel werd sterk verbouwd in de 17e eeuw.